# Georg Bondi

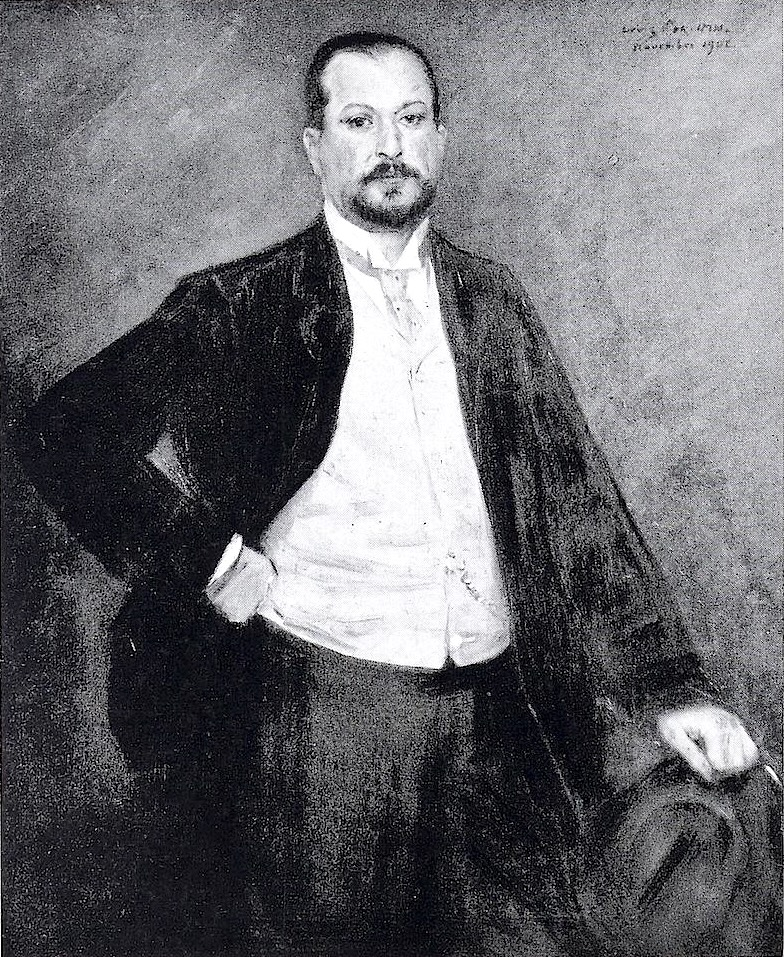
Porträt Georg Bondi, gemalt 1902 von Lovis Corinth

Georg Bondi (geboren am 16. Juni 1865 in Dresden; gestorben am 9. Dezember 1935 in Berlin) war ein deutscher Verleger.

## Leben
Bondi studierte Germanistik und Philosophie in München, Berlin und Leipzig. 1885 wurde er Mitglied der Burschenschaft Cimbria München. 1891 wurde er an der Universität Leipzig über Das Verhältnis von Hallers philosophischen Gedichten zur Philosophie seiner Zeit promoviert.
Er gründete 1895 in Dresden den Georg Bondi Verlag, der ein Jahr später nach Berlin umzog. Sein wohl wichtigster Autor war Stefan George, den er im Frühjahr 1898 im Haus Ludwig von Hofmanns in Rom kennengelernt hatte. Neben George verlegte Bondi eine Anzahl weiterer Schriftsteller aus dem George-Kreis, darunter Friedrich Gundolf (Goethe, 1916), Ernst Bertram (Nietzsche: Versuch einer Mythologie, 1918), Berthold Vallentin (Napoleon, 1923) und Ernst Kantorowicz (Kaiser Friedrich der Zweite, 1927). Ferner gehörten Autoren wie Richard Moritz Meyer (Die deutsche Litteratur des neunzehnten Jahrhunderts, 1900) und Werner Sombart (Die deutsche Volkswirtschaft im neunzehnten Jahrhundert, 1903) sowie Max Halbe (Der Strom, 1904) zum Verlagsprogramm.
Nach Bondis Tod 1935 übernahm Helmut Küpper den Georg Bondi Verlag, der unter dem Namen Helmut Küpper vormals Georg Bondi weitergeführt wurde.
Georg Bondi war mit Eva Dohm verheiratet, einer Freundin von Martha Fontane und Tochter der Feministin Hedwig Dohm.

## Schriften
- Erinnerungen an Stefan George. Helmut Küpper vormals Georg Bondi, Düsseldorf/München 1965.